# Teoría espectral de grafos
En matemáticas, la Teoría Espectral de Grafos es el estudio de las propiedades de un grafo, en relación con su polinomio característico, valores y vectores propios de las matrices asociadas con el grafo, tales como su matriz de adyacencia y matriz laplaciana.
La matriz de adyacencia de un grafo no dirigido simple es una matriz simétrica con coeficientes en los reales y, por lo tanto es diagonalizable ortogonalmente; sus valores propios son enteros algebraicos.
Si bien la matriz de adyacencia depende del etiquetado del vértice, su espectro es un gráfico invariante, aunque no completo.
La teoría espectral de grafos también abarca con parámetros de grafos definimos por la multiplicidad de los valores propios de aquellas matrices asociadas con el grafo, tales como el número de Colin de Verdière.

## Grafos coespectrales
Dos grafos son coespectrales o isoespectrales si sus matrices de adyacencia son, respectivamente, isoespectrales, es decir, que tengan multiconjuntos iguales de valores propios.

Dos eneaedros coespectrales, el grafo poliédrico coespectral más pequeño posible.

Los gráficos coespectrales no son necesariamente isomórficos, pero los gráficos isomórficos son siempre coespectrales.

### Grafos determinados por su espectro
Decimos que un grafo {\displaystyle G} está determinado por su espectro si su cualquier otro grafo con el mismo espectro es isomórfico a él.
Algunos de ellos son:
- Los grafos completos
- Un árbol estrella finito.

- Datos: Q3180727